# Théorie de l'identité sociale
Ne doit pas être confondu avec Identité et Contrôle : Une théorie de l'émergence des formations sociales ou Identité (sciences sociales).
Développée par Henri Tajfel dans les années 1970, la théorie de l'identité sociale met en évidence les processus psychologiques impliqués dans le changement social.
Tajfel intègre dans sa théorie trois processus fondamentaux : la catégorisation sociale ; l'auto-évaluation à travers l'identité sociale ; la comparaison sociale inter-groupe. Ceux-ci permettent d'expliquer différentes formes de comportements groupaux, notamment les conflits intergroupes.
La théorie de l'identité sociale est devenue l'approche dominante des relations intergroupes et est utilisée comme cadre de référence pour comprendre et expliquer des phénomènes collectifs tels que les émeutes, le hooliganisme ou la solidarité sociale.

## Henri Tajfel
Henri Tajfel (autrefois Hersz Mordche) est né à Wloclawek (Pologne) le 22 juin 1919, de parents Juifs polonais. Il a grandi en Pologne jusqu’à ce que les restrictions d’accès des Juifs à l’Université l’obligent à quitter le pays. Il étudiait la chimie en France, à la Sorbonne lorsque la Seconde Guerre mondiale a éclaté. Il fut alors appelé sur le front français et capturé par les Allemands un an plus tard. Tajfel n’a jamais révélé son identité juive pendant sa capture, ce qui lui a permis de survivre dans différents camps de prisonniers. Ce qui ne fut pas le cas de son entourage : à son retour, il découvre que la plupart de ses amis et tous les membres de sa famille ont été tués par les nazis.
Ces expériences de vie douloureuses ont influencé sa carrière à trois niveaux. Premièrement, elles ont amené Tajfel à développer un intérêt puissant pour l’étude des préjugés. Deuxièmement, elles l’ont conduit à réaliser que son destin avait été entièrement déterminé par son identité groupale (par le groupe auquel il appartenait). Troisièmement, elles lui ont fait comprendre que l'Holocauste n’était pas le produit de la psychologie, mais de la manière dont les processus psychologiques opèrent au sein d’un contexte social et politique particulier.
Directement après la guerre, Tajfel a travaillé dans différentes organisations, notamment l’Œuvre de Secours aux Enfants (OSE) et la United Nations Refugee Organization, qui aidaient les orphelins et les survivants des camps de concentration à reconstruire leur vie.
Il acquiert la nationalité française en 1946 et rencontre sa femme, Anna-Sophie Eber peu de temps après. Ils partent s’établir en Angleterre et Tajfel acquiert la nationalité britannique.
En 1951, il entame des études de psychologie au Birkbeck College, une université de Londres. Il obtient son diplôme avec mention en 1954 et travaille comme assistant, d’abord à l’Université de Durham puis à Oxford. Ses travaux portaient sur différents domaines de la psychologie sociale, tels que le jugement social, le nationalisme et surtout les aspects cognitifs des préjugés.
Précisément, les premières recherches de Tajfel s’insèrent dans ce qu’on peut appeler le nouveau regard sur la psychologie sociale et concernent les processus cognitifs impliqués dans la perception des objets. Ils mettent en évidence que la catégorisation des objets détermine leur perception et leur évaluation elles-mêmes. Bien que ces travaux puissent à première vue paraître déconnectés de ses recherches ultérieures sur les relations intergroupes, ils en constituent en réalité la base. En effet, appliqués à la perception des objets sociaux (les individus), les résultats de ces travaux constituent un premier appui à l’hypothèse de Tajfel selon laquelle les processus cognitif de catégorisation influencent les jugements sociaux et les préjugés.
Ces travaux ont toutefois été abondamment critiqués, qualifiés de réductionnistes parce qu’ils se situaient à l’opposé de la vision dominante de l’époque, qui attribuaient l’émergence des préjugés à des facteurs de personnalité.
En 1967, Tajfel accède à la Chaire de psychologie sociale à l’Université de Bristol. Peu de temps après son arrivée, il mena ses premières expériences sur les groupes minimaux. Ces études, destinées au départ à déterminer les conditions nécessaires et suffisantes à l’émergence des préjugés collectifs, montrèrent que la simple catégorisation produit la différenciation intergroupe. Elles amenèrent Tajfel à développer la théorie de l’identité sociale avec son étudiant John Turner.
Le processus de différenciation mis en évidence dans la théorie de l’identité sociale n’est pas pour lui une fin en soi mais un point de départ à son analyse. Sa question fondamentale était de comprendre comment réagissent les individus lorsqu’ils sont définis négativement dans une société inégalitaire alors qu’ils cherchent à développer une identité sociale positive (comme c’est le cas des Juifs dans le contexte antisémite, des Noirs dans un monde raciste, des femmes dans une société sexiste). La théorie de l’identité sociale est donc plus une théorie du changement social que de la discrimination et le concept même de l’identité sociale est avant tout envisagé comme un médiateur du changement social. Ce programme est d’une importance fondamentale et continue aujourd’hui à organiser la recherche.
La force de Tajfel était tout autant morale qu’intellectuelle : face à l’inhumanité du nazisme, alors qu’il aurait été trop facile de succomber au fatalisme et au désespoir, Tajfel a su conserver son optimisme quant à la capacité des individus à réagir et surmonter l’oppression.
Cet optimisme s’est reflété de plusieurs manières. Après 1945, la vie intellectuelle européenne en général, et la psychologie sociale en particulier était fragmentées et faibles. À partir de 1962, Tajfel a intégré un petit groupe de chercheurs dont le but était de former une communauté des psychologues sociaux européens. Ses contributions furent importantes. Ainsi, Tajfel était présent au premier comité de l’Association Européenne des Psychologues Sociaux en 1966, il fut son second président et c’est durant son mandat que fut fondé le European Journal of Social Psychology, l’une des références majeures en psychologie sociale à ce jour.
Durant ces années, Tajfel a insufflé à la psychologie sociale européenne sa distinction et son dynamisme : le rejet du réductionnisme et l’engagement à étudier les processus psychologiques dans un contexte ; une préoccupation pour les inégalités sociales et le changement social ; un intérêt pour les processus collectifs et l’action collective en tant que moteurs de changement social.
De façon générale, Tajfel pensait que la tâche des psychologues sociaux est d’aborder les problèmes sociaux réels, en s’intéressant à la manière dont les dimensions psychologiques interagissent avec les facteurs historiques, idéologiques et culturels.
Tajfel a travaillé à l’Université de Bristol jusqu’à sa retraite, et est ensuite retourné s’installer à Oxford. Il y est décédé d’un cancer en 1982.

## Origines de la théorie de l'identité sociale

### Processus psychologiques individuels
La plupart des travaux en psychologie sociale sur les relations intergroupes se sont focalisés sur des modèles expliquant à un niveau individuel les phénomènes de préjugés, de discrimination et de motivation dans les interactions interpersonnelles. Ces approches théoriques sont donc dites “ individualistes” car elles se sont servies des processus psychologiques individuels pour expliquer des phénomènes de groupes.
Un exemple de ce genre d’approche est la théorie de la personnalité autoritaire d’Adorno (sur wikipedia anglais), selon laquelle ce genre de personnalité montrerait une tendance à croire que l’exogroupe soit inférieur. À l'aide de cette théorie, Adorno tentait d'expliquer que l’antisémitisme serait dû à un certain type de personnalité qui montre une tendance à l’ethnocentrisme. Ce type autoritaire montre des attitudes positives à l’égard de son propre groupe et des attitudes négatives à l’égard de l'autre groupe. D'après Adorno, cette structure autoritaire est causée par la présence de parents très sévères qui provoquent chez la personne des réactions agressives qu'il va réprimer durant toute son enfance jusqu'à ce qu'elles soient projetées sur des groupes minoritaires.
Un autre exemple de l'approche individualiste se retrouve dans les différentes versions et modifications de la théorie de la frustration-agression selon laquelle la présence de frustration mène à des comportements discriminatoires envers une cible, un bouc émissaire.
La théorie de l’identité sociale de Tajfel se distingue de ces approches théoriques antérieures car il s’agit d’une théorie qui se focalise sur les relations entre groupes sociaux plutôt que sur les relations entre individus et groupe d’appartenance.

### Processus groupaux

#### Sherif et les conflits matériels
Dans le domaine de la psychologie sociale, Muzafer Sherif est le premier à proposer une alternative aux approches “individualistes” avec la Théorie des conflits réels. Sherif voulait analyser les relations intra- et intergroupes et étudier les causes et les mécanismes qui permettent de créer et de réduire des conflits entre groupes. Pour cette occasion, il a lancé une recherche sur le terrain en utilisant des groupes réels d'enfants entre 11 et 12 ans dans le cadre d'un camp de vacances. ((en) The Robbers Cave experiment)
Selon cette théorie des conflits réels, les relations entre groupes sont soit compétitives, soit coopératives. Lorsque deux groupes se retrouvent dans une situation de compétition pour des ressources rares et valorisées (biens matériels ou territoires), ces derniers se retrouvent alors dans une relation marquée par le conflit et la discrimination. Cette discrimination se manifeste notamment par un biais pro-endogroupe: les individus évaluent plus favorablement leur propre groupe que celui qui leur est opposé. Lorsque la situation oblige les groupes à suivre un objectif commun/ supra-ordonné pour obtenir ces ressources limitées, la coopération entre les groupes entraîne alors des relations harmonieuses.
D’après Sherif ce seraient donc les caractéristiques objectives de la situation donnée qui détermineraient si la nature des relations entre groupes sociaux serait plutôt compétitive ou coopérative.

#### Rabbie et Horwitz et le proto paradigme des groupes minimaux
Rabbie et Horwitz ont cherché à déterminer les conditions minimales nécessaires à l’émergence du biais pro-endogroupe. Ils ont pour cela élaboré le proto paradigme des groupes minimaux.
Dans ce paradigme, les participants, qui ne se connaissent pas, sont aléatoirement répartis en deux groupes. Après cette répartition, il est demandé à chacun d’eux de donner leur première impression des membres de leur groupe et des membres de l’autre groupe. Il leur est précisé qu’ils recevront également les évaluations des autres participants.Un biais pro endogroupe émerge dans cette situation : les participants évaluent plus positivement les membres de leur propre groupe que ceux de l’autre groupe. Rabbie et Horwitz proposent une interprétation instrumentale de ce biais. Selon eux, les participants évaluent positivement leur propre groupe afin de favoriser les échanges futurs avec les membres de leur groupe.
En d’autres termes, puisqu’ils savent que tous les participants recevront leur évaluation, et qu’ils s’attendent à être encore amenés à interagir avec les membres de leur propre groupe, ils évaluent positivement ces derniers afin de s’assurer que leurs futurs échanges seront positifs.

### Premières études de Tajfel: les groupes minimaux
D'après la théorie des conflits réels de Sherif, la répartition inégale de ressources rares telles que le pouvoir ou la richesse entre les groupes entraîne une forte rivalité entre le groupe privilégié et le groupe subordonné.
D'après Tajfel, la focalisation sur la compétition pour des ressources réelles ne permet pas d'expliquer les processus menant au développement et au maintien d'une identité de groupe. En outre Sherif ignore dans sa théorie la possibilité d'effets de l'affiliation au groupe sur les comportements. Selon la théorie des conflits réels, c'est la compétition qui, en créant le conflit, engendre la discrimination afin de favoriser son propre groupe. Tajfel postule en revanche que le simple fait de s'affilier à un groupe suffit à engendrer une volonté de le favoriser par rapport aux autres.
Sherif se basait sur la création d'un conflit institutionnalisé, explicite, canalisant la vie des deux groupes. En se basant sur les études de Sherif, Tajfel et collaborateurs voulaient démontrer qu'une simple catégorisation arbitraire « eux-nous », sans vrai enjeux, sans relation antérieure entre les groupes ou les individus, et sans même connaître les membres de son propre groupe (endogroupe) ou de l'autre groupe (exogroupe), suffit à déclencher des comportements visant à favoriser son propre groupe. Ces groupes sont donc dits « minimaux » car ils sont purement cognitifs. Tajfel s'est donc inspiré des premières études de Rabbie et Horwitz pour mettre en place ses études sur le paradigme des groupes minimaux.

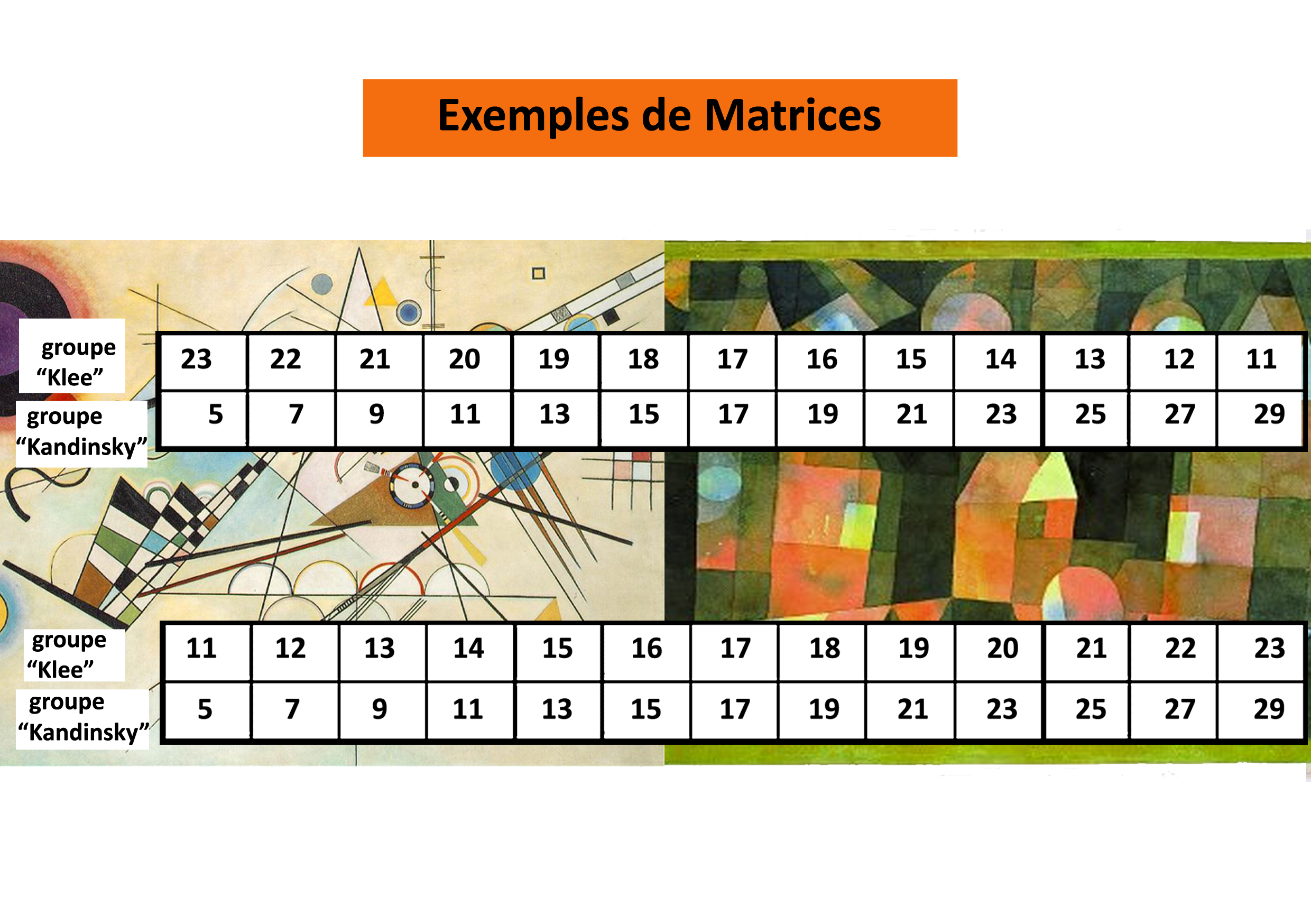
Exemples de matrices utilisées par Tajfel pour ses études sur le paradigme des groupes minimaux

Les sujets de l'expérience ont été des camarades de classe et l'expérience se déroulait dans leur école. Selon la série d'études, Tajfel et collaborateurs ont utilisé différents moyens pour catégoriser les sujets. Lors de la deuxième série d'expériences par exemple, les expérimentateurs posaient diverses questions aux sujets et prétendaient les diviser, en fonction de leurs réponses en deux groupes, selon qu'ils seraient susceptibles de préférer l'un des deux peintres Kandinsky ou Klee. Un expérimentateur annonçait secrètement à chaque étudiant s'il faisait partie du groupe Kandinsky ou du groupe Klee. Les étudiants avaient été avertis qu'ils ne devaient pas révéler ce secret aux autres. L'expérimentateur distribuait alors à chaque élève un carnet contenant des matrices.
Il s'agit de matrices de points représentant de l'argent (des pennies anglais) que les sujets doivent distribuer aux membres de l'endogroupe et à ceux de l'exogroupe. Ils choisissent sur chaque matrice une colonne qui représente deux montants; un pour l'endogroupe, l'autre pour l'exogroupe. Certaines matrices permettent d'observer le favoritisme endogroupe, l'équité ou l'altruisme, d'autres permettent de maximiser soit la différence entre les groupes, soit le gain commun.
La première série d'expériences montrait que les participants favorisaient leur propre groupe dans la distribution de récompenses, sur la seule base de la catégorisation en groupes Klee / Kandinsky et sans aucune interaction à l'intérieur des groupes ou entre les groupes.
La deuxième série d'expériences a mis en évidence que les participants optaient rarement pour la solution d'un profit commun maximal pour les deux groupes, mais essayaient plutôt d'obtenir des profits maximaux pour leur propre groupe. L'effet le plus prononcé sur la distribution des récompenses était dû aux efforts du sujet d'obtenir une différence maximale entre son propre groupe et l'autre groupe, même en sacrifiant la possibilité d'obtenir un gain maximal pour son groupe.
Comme l’a montré Tajfel grâce au paradigme des groupes minimaux, une simple catégorisation arbitraire « eux-nous », sans vrai enjeux, sans relation antérieure entre les groupes ou les individus suffit à déclencher des comportements visant à favoriser l’endogroupe. Dans les études de Tajfel, les participants devrait simplement attribuer des points fictifs, il n'y avait pas de gagnant ni de perdant, donc pas de vrai enjeu matériel. Contrairement à ce que montrait Sherif dans sa théorie des conflits réels, le conflit pour des ressources matérielles n'est donc pas une condition obligatoire pour générer ce genre de comportement.

### Interprétation du conflit en termes symboliques
Dans le cadre de la théorie des conflits réels, la ressource à « protéger » en discriminant l’exogroupe est matérielle. Pour Tajfel et Turner, la compétition et la discrimination observées dans le cadre du paradigme des groupes minimaux ne sont pas l'expression d'une lutte pour des ressources matérielles. La théorie de l’identité sociale complète donc la théorie de Shérif en livrant une explication pour les conflits autour de ressources qui sont plutôt symboliques, telles que la création d'une identité sociale positive et l’estime de soi.

## Contenu de la théorie
Avant de s'intéresser à l'identité sociale proprement dite, Tajfel et Turner commencent par s'interroger sur le contexte amenant les individus à adopter des comportements intergroupes.
Selon Tajfel et Turner, le contexte social et l'identification au groupe sont à la base des comportements et conflits intergroupes. Le contenu de leur théorie est élaboré comme suit :

### Pôle interpersonnel - Pôle intergroupe

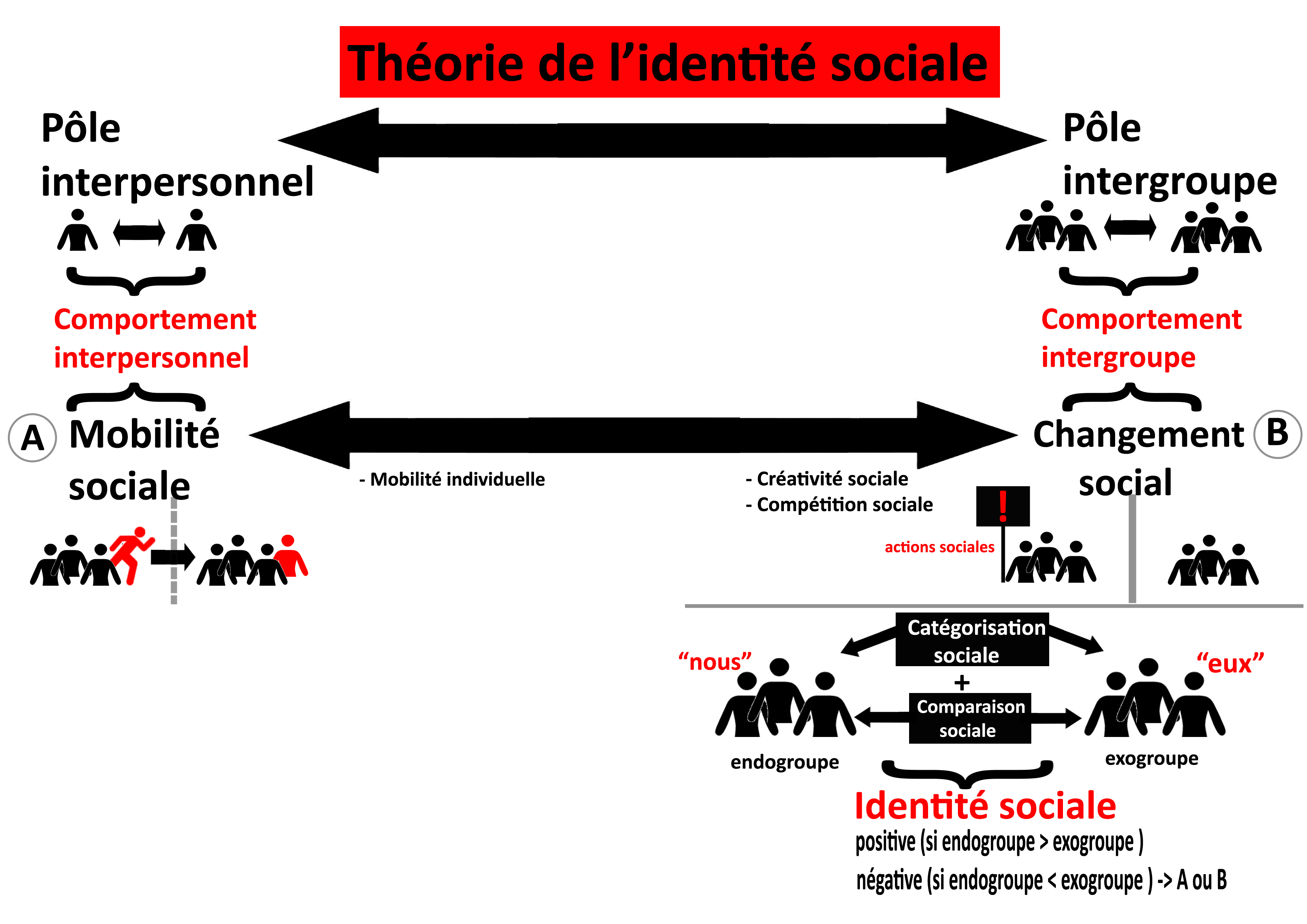
Schéma récapitulatif des grandes idées de la théorie de l'identité sociale

Au départ de leur théorie, Tajfel et Turner proposent l'existence d'un continuum définissant les comportements sociaux.
Les comportements interpersonnels constituent une extrémité du continuum. À ce niveau, les interactions entre individus apparaissent entièrement déterminées par leurs relations interpersonnelles et leurs caractéristiques personnelles. Leur appartenance à un groupe ou une catégorie quelconque n'affecte donc en aucun cas ces interactions.
À l'autre extrémité se situent les comportements intergroupes. Contrairement au pôle interpersonnel du continuum, les interactions entre individus ou groupes sont ici entièrement déterminées par leur appartenance à un groupe ou une catégorie. Les individus interagissent en tant que membres de groupes et non en fonction de leurs caractéristiques personnelles.
Ainsi par exemple, les interactions de deux adolescents qui se rencontrent lors d'une fête seront déterminées par leurs caractéristiques individuelles; ils parleront de leurs loisirs respectifs, des cours qu'ils suivent, de leurs goûts musicaux, etc. Ils observeront chacun les traits physiques et l’apparence vestimentaire de l'autre.
En revanche, si ces deux mêmes adolescents se rencontrent à l'occasion d'un match de football, chacun jouant dans une équipe différente, leurs interactions seront davantage déterminées par cette appartenance. Ils interagiront davantage en tant que membre de leur équipe, vantant par exemple ses mérites, parlant des matchs gagnés et perdus jusqu'ici, etc. En d'autres termes, dans ce cas, ce ne sont plus les caractéristiques des individus qui orientent le contenu des échanges, mais les caractéristiques de l'équipe à laquelle chacun d'eux appartient.
Tajfel et Turner reconnaissent que ces formes extrêmes n'apparaissent jamais à l'état pur. En effet, les comportements des individus, même en situation interpersonnelle, sont toujours en partie influencés par leur appartenance à l'un ou l'autre groupe. De même, l'influence des caractéristiques individuelles n'est jamais annihilée, même dans le cadre des relations intergroupes. Néanmoins, situer les comportements sociaux sur un continuum interpersonnel-intergroupe permet de considérer les caractéristiques personnelles et groupales comme deux facteurs susceptibles d'influencer une interaction entre individus, de telle sorte qu'elle se rapprochera plus ou moins de l'un des deux pôles.
Tajfel et Turner proposent ensuite de déterminer les conditions nécessaires à l'adoption de l'une ou l'autre forme de comportement social.
Ils évoquent tout d'abord la notion de conflit. De manière évidente et intuitive, la présence d'un conflit entre groupes accentuera la tendance, pour l'individu, à se comporter en fonction des caractéristiques de son groupe, dans son interaction avec un individu du groupe opposé. Dans cette situation, chacun agit et perçoit l'autre davantage en tant que membre d'un groupe plutôt qu'en fonction de caractéristiques personnelles.
Ainsi, dans l'expérience de Sherif décrite plus haut, l'instauration d'une compétition créait un conflit, qui générait chez les participants des comportements beaucoup plus proches du pôle intergroupe qu'interpersonnel. Par ailleurs, la seule suppression du conflit par l'introduction d'un but de coopération suffisait pour inverser cette tendance.
Toutefois, en se basant sur les résultats d'autres études de Sherif et des résultats obtenus avec le paradigme des groupes minimaux, Tajfel et Turner suggèrent que si la présence d'un conflit explicite, institutionnalisé et objectif peut être une condition suffisante à l'adoption d'un comportement proche du pôle intergroupe, elle n'est en rien nécessaire.
Après avoir défini ce premier concept et en se basant sur ces études antérieures, les auteurs se sont posé la question empirique suivante : dans quelles situations les gens auront-ils tendance à se comporter en tant qu'individu ou en tant que membre d'un groupe social ? Pour pouvoir répondre à cette question, Tajfel et Turner ont introduit d'autres distinctions liées au concept interpersonnel/intergroupe.

### Mobilité sociale et changement social
Une autre distinction qui permet donc d'expliquer si les gens utilisent plutôt un comportement interpersonnel ou un comportement proche du pôle intergroupe est celui de la mobilité sociale et du changement social, se retrouvant de nouveau à deux extrêmes opposées d'un même continuum. Ces deux concepts font référence aux systèmes de croyances que les individus utilisent pour définir la nature ainsi que la structure des relations entre différents groupes sociaux.
Le système de croyance en la mobilité sociale repose sur l'idée que les frontières qui séparent les différents groupes sociaux sont perçus comme étant flexibles et perméables, et qu'un individu a la possibilité de quitter individuellement son groupe pour rejoindre un autre groupe. Ce concept de mobilité sociale est surtout appliqué par les individus qui aimeraient quitter un groupe désavantagé pour atteindre un groupe avec un meilleur statut social offrant plus de prestige.
À l'autre extrême du continuum se retrouve le système de croyance en le changement social selon lequel la nature et la structure des relations entre différents groupes sociaux sont marquées par une forte stratification sociale. Les frontières entre les groupes sont donc perçues comme étant imperméables ce qui rend impossible à l'individu de quitter son groupe socialement désavantagé pour rejoindre un groupe plus valorisé. Un exemple pour ce système de croyance est le système de castes basé sur des critères ethniques ou de classes sociales. Les réalités sociales et économiques de la société peuvent fonctionner comme frontières de hiérarchie sociale à laquelle on ne peut pas échapper de manière individuelle. D'après la théorie de l'identité sociale, la seule possibilité d'échapper à ce système hiérarchisé serait donc le changement social à travers des activités collectives.
Tajfel et Turner postulent que la perception de la structure sociale n'est pas forcément basée sur une réalité tout à fait objective, mais plutôt basée sur une corrélation marquée entre le degré de stratification objective du système social et la diffusion sociale ainsi que l'intensité du système de croyances au changement social.
En associant les deux continuums décrits auparavant, une personne qui croit en la mobilité sociale a donc tendance à utiliser des comportements et stratégies interindividuels alors qu'une personne croyant au changement social va plutôt opter pour des comportements intergroupes à travers des actions collectives.

### Catégorisation sociale, comparaison sociale et identité sociale
En s'appuyant sur les limites de l'étude de Sherif, Tajfel et Turner ont donc précisé les processus menant à l'adoption d'un comportement intergroupe, par opposition à un comportement interpersonnel.
Ils proposent par ailleurs de mettre en évidence les processus déterminant les composantes du conflit intergroupe. L'étude de Sherif le montre, en situation de conflit, chaque groupe tend à favoriser son propre groupe par rapport à l'autre en discriminant les membres de l'autre groupe.
Cette tendance, définie comme le biais pro-endogroupe, apparait ainsi comme la composante principale d'un conflit intergroupe, que Sherif attribuait à l'existence d'une compétition autour de ressources matérielles. Une fois encore, Tajfel et Turner, en se basant sur les résultats obtenus avec le paradigme des groupes minimaux, réfutent cette explication.
En effet, la compétition et l'hostilité entre les groupes sont absentes lors du paradigme des groupes minimaux ; seules demeurent l'existence de deux groupes virtuels et fictifs, l'assignation à l'un d'eux, et le choix de différents types de répartition de ressources fictives, sans qu'aucun participant n'ait connaissance des autres membres de son groupe.
Or, dans ce contexte, le type de répartition le plus fréquemment choisi est celui qui maximise la différence positive entre son propre groupe et le groupe opposé, qui favorise son groupe et discrimine l'autre.
Selon Tajfel et Turner, la condition nécessaire et suffisante à l'émergence du biais pro endogroupe n'est donc pas la compétition mais la simple catégorisation des individus en deux groupes distincts. En d'autres termes, l'existence de deux groupes et l'appartenance à l'un d'eux suffit à entraîner chez les membres la tendance à favoriser son propre groupe en discriminant celui auquel il n'appartient pas.
Tajfel et Turner en concluent que le biais pro endogroupe est inhérent aux relations intergroupes, qu'elles soient conflictuelles ou non ; il apparait dès lors que deux groupes existent.
Dès lors que le biais pro endogroupe n'est pas motivé par l'accès à des ressources matérielles mais par la catégorisation en deux groupes, il s'agit de préciser ce qui, dans la catégorisation elle-même, sous-tend l'émergence du biais pro endogroupe.
Selon Tajfel et Turner, les catégorisations sociales, soit le fait d'associer les individus à des groupes et catégories, sont des outils cognitifs qui ordonnent l'environnement social et permettent à l'individu d'entreprendre de nombreuses actions sociales. En effet, catégoriser un individu revient à lui reconnaître les caractéristiques associées à sa catégorie d'appartenance. Nous nous attendons ainsi à ce que cet individu se comporte conformément à cette catégorie, et notre comportement à son égard est influencé par ces attentes. La catégorisation sociale participe donc à l'organisation de notre monde et de nos actions.
Tajfel et Turner ajoutent que, dès lors que chaque individu se catégorise également lui-même dans différents groupes, la catégorisation sociale est aussi un outil de définition de soi : elle définit la place de l'individu dans la société.
Dans ce cadre, les groupes sociaux offrent à leurs membres une identification d'eux-mêmes au niveau social. C'est en ce sens qu'ils définissent l'identité sociale comme les aspects de l'image de lui-même d'un individu qui proviennent des catégories sociales auxquelles il perçoit qu'il appartient.
De ces considérations, Tajfel et Turner dérivent une série d'affirmations:
- Les individus cherchent à maintenir ou augmenter leur estime d'eux-mêmes; ils se battent pour un concept d'eux-mêmes positif.
- Les groupes sociaux et les catégories sociales, et l'appartenance à ces groupes sont associés à des connotations et valeurs positives ou négatives. Dès lors, l'identité sociale associée à ce groupe peut être positive ou négative.
- L'évaluation par l'individu de son propre groupe par comparaison sociale avec d'autres groupes, sur base de caractéristiques et attributs importants. Des comparaisons positives pour l'endogroupe induisent un prestige pour le groupe, alors que des comparaisons négatives induisent un faible prestige.

Tajfel et Turner dérivent trois principes théoriques de ces affirmations :
1. Les individus cherchent à maintenir ou acquérir une identité sociale positive.
2. Une identité sociale positive est déterminée dans une large mesure par des comparaisons sociales favorisant l'endogroupe par rapport à un exogroupe.
3. Dès lors que leur identité sociale n'est pas satisfaisante, les individus chercheront soit à quitter leur groupe pour en rejoindre un plus prestigieux, soit à rendre leur propre groupe plus prestigieux.

Sur ces bases, les auteurs formulent l'hypothèse que la pression à l'évaluation positive de son propre groupe, via la comparaison sociale avec d'autres groupes, amène les groupes sociaux à tenter de se différencier positivement les uns des autres. Par ailleurs, dans les situations sociales réelles, trois types de facteurs sont susceptibles d'influencer la différenciation des groupes.
- Premièrement, il est nécessaire que les individus ait internalisé leur appartenance au groupe comme une part de leur concept d'eux-mêmes. En d'autres termes, la définition de lui-même qu'a un individu doit comporter le fait d'être membre du groupe X; il doit s'être identifié à son groupe.
- Deuxièmement, la situation sociale doit permettre au groupe de faire des comparaisons sociales qui lui permettront de sélectionner des caractéristiques et attributs pertinents pour la différenciation. En effet, la pertinence d'une différence intergroupe varie selon le contexte. Par exemple, si la couleur de peau apparaît comme un critère pertinent de différenciation aux États-Unis (pays caractérisé par la cohabitation de nombreuses ethnies différentes, il n'en sera pas de même au Canada. Dans ce dernier pays, la différence de langue sera sans doute plus pertinente pour différencier les groupes.
- Troisièmement, le groupe de comparaison lui-même doit être perçu comme pertinent. Ainsi, la proximité et la similarité apparaissent comme des facteurs déterminant la comparabilité des groupes, et favorisant la pression à la différenciation[1].

Le but de la différenciation est d'acquérir ou de maintenir une supériorité, un plus grand prestige par rapport aux autres groupes. Les actes posés pour acquérir cette différenciation sont donc par essence compétitifs. Cette compétition nécessite une situation dans laquelle les groupes se comparent mutuellement sur une dimension valorisée.
Dans les conditions décrites ci-avant, on peut prédire qu'une compétition intergroupe se produira.
Turner (1975) avait proposé une distinction entre la compétition sociale et réaliste/instrumentale. Dans le premier cas, la compétition est motivée par un but d'évaluation de soi ; elle se manifeste à travers la comparaison sociale. Dans le second cas, la compétition est basée sur des intérêts personnels « réalistes » (par exemple, l'acquisition de ressources telles que l'argent). La compétition « réaliste » n'apparaît que si les objectifs des deux groupes sont incompatibles, alors qu'une comparaison intergroupe est nécessaire et souvent suffisante à l'émergence d'une compétition sociale.
Finalement, les différents principes théoriques proposés par Tajfel et Turner permettent d'analyser plus finement les résultats obtenus par Sherif et lors des études sur les groupes minimaux.
Dans les deux cas, une catégorisation des individus en deux groupes est opérée par l'expérimentateur. Cette catégorisation engendre, chez chaque groupe, une motivation à se différencier l'un de l'autre. Cette différenciation s'effectuera via la comparaison sociale, rendue possible, dans les deux cas, par la similarité des deux groupes en présence. Pour se différencier, chaque groupe tend à se favoriser en discriminant l'autre sur les dimensions de comparaison pertinentes dans le contexte qui est le sien. Dans chaque cas, une compétition sociale entre les groupes apparaît ; elle se double chez Sherif d'une compétition réaliste, puisque le contexte de l'expérience induit une incompatibilité des objectifs entre les groupes.
Dans les études utilisant le paradigme des groupes minimaux où émerge uniquement la compétition sociale, la répartition des ressources fictives apparaît comme la seule dimension de différenciation pertinente ; choisir le mode de répartition qui maximise la différence intergroupe représente donc un moyen pour chaque groupe d'acquérir une supériorité par rapport à l'autre. Cette supériorité confère alors au groupe une identité sociale positive.
Tous ces principes sont bien sûr théoriques, et dérivés d'expériences réalisées dans un contexte extrêmement contrôlé. Tajfel et Turner complètent toutefois leur théorie en précisant les différentes stratégies concrètes que peut adopter un individu pour acquérir une identité sociale positive.

### Stratégies de changement social
Selon Tajfel et Turner, la stratégie de changement adoptée par l'individu est fonction, notamment, du système de croyance auquel il adhère, soit de sa situation sur le continuum croyance en la mobilité sociale - croyance au changement social.

#### La mobilité sociale
Plus un individu croit en la mobilité sociale, plus il est susceptible de quitter son groupe ou de s'en dissocier si l'identité sociale que lui confère ce groupe est négative.
Concrètement, l'individu tentera, dans cette situation, de passer d'un groupe de faible statut à un groupe de statut plus élevé. Il s'agit donc d'une action individuelle (et non groupale) qui ne sera possible que si le groupe initial de l'individu rend possible son départ, et que le groupe de statut plus élevé consente à l'accepter comme nouveau membre.
L'adoption de cette stratégie nécessite donc à la fois de croire en la possibilité d'une mobilité sociale et une perméabilité des frontières entre groupes.

#### La créativité sociale
La créativité sociale est, quant à elle, une stratégie groupale plutôt qu'individuelle. Dans ce cas, les membres du groupe tentent de se distinguer positivement en redéfinissant ou en altérant les dimensions sur lesquelles se fonde la comparaison intergroupe. Cette stratégie n'implique aucun changement dans la structure sociale qui englobe les groupes.
Tajfel et Turner mettent en évidence trois stratégies de créativité sociale différentes :
1. Comparer l'endogroupe à l'exogroupe sur une nouvelle dimension
Dans ce cas, l'endogroupe se compare à l'exogroupe sur une dimension qui lui permettra de s'en distinguer positivement. Par exemple, un groupe A évalué moins compétent qu'un groupe B pourra modifier son identité sociale en se définissant comme « plus chaleureux » que ce dernier groupe. Dans ce cas, le problème sera celui de la légitimation de cette nouvelle dimension de comparaison. En effet, si le nouvel attribut mis en évidence pour le groupe lésé nuit ou menace l'exogroupe, la tension entre les groupes est susceptible d'augmenter.
2. Changer les valeurs attribuées aux caractéristiques de groupe, de manière que la comparaison leur soit profitable
L'endogroupe peut effectivement tenter d'assigner à l'attribut sur lequel il est évalué négativement une valeur positive. Le mouvement Black is beautiful est un exemple de ce type de stratégie (sur wikipedia anglais) .
3. Changer de groupe de comparaison
L'endogroupe peut changer de cadre de référence : il choisit un exogroupe de plus faible prestige, de manière que la comparaison lui soit profitable.
Rosenberg et Simmons par exemple montraient que l'estime de soi chez les Afro-américains augmente lorsqu'ils se comparent avec d'autres Afro-américains plutôt que lorsqu'ils se retrouvent face à un groupe de "blancs". D'autres travaux (par exemple par Katz ou Lefcourt) ont mis en évidence que la performance des sujets afro-américains avait été influencée négativement par une baisse de l'estime de soi provoquée par la présence de membres de l'exogroupe dominant (Américains "blancs").

#### La compétition sociale
La compétition sociale est elle aussi une stratégie groupale. Cependant, contrairement à la créativité sociale, elle implique un changement dans le système de relations effectif des groupes.
En effet, dans ce cas, l'endogroupe évalué négativement tente de renverser les positions relatives des deux groupes, soit de devenir le groupe le plus prestigieux.
Cette stratégie générera un conflit entre les groupes, dès lors qu'elle suppose une remise en question du système en place.

### La théorie de l'autocatégorisation
Après le décès de Tajfel, Turner a continué à mener des travaux sur base de la théorie de l’identité sociale. Pour compléter la théorie de Tajfel, il développe avec son équipe une théorie qui cible le groupe social et l’identité sociale, et non pas les relations intergroupes comme dans la théorie de l’identité sociale.
Turner aimerait savoir, dans quelles circonstances un individu est capable de se comporter comme membre d’un groupe. Pour répondre à cette question, il se base sur les travaux de la catégorisation.
Chaque individu se classe dans un groupe dans lequel se trouvent des stimuli qui lui semble identiques, similaires et/ou interchangeables, et ceci en contraste avec quelques autres classes de stimuli.Cette catégorisation sociale permet à l’individu d’organiser son expérience de l’environnement social en classifiant soi et autrui dans des catégories distinctes et exclusives. Ce mécanisme de catégorisation permet alors à l’individu de réduire l’information et de donner du sens au monde social et physique qui l’entoure.
La catégorisation sociale implique automatiquement le concept de soi, et par conséquent, l’identité personnelle et l’estime de soi de celui qui catégorise. En catégorisant « les autres », l’individu se catégorise lui-même.
Cette formation de catégories suit différents principes :
Selon le principe de méta-contraste, on maximise les différences entre les membres de catégories différentes (différenciation) et on minimise les différences entre les membres d’une même catégorie (homogénéisation).
Le phénomène de dépersonnalisation fait en sorte que nous ne nous définissons plus à base d’attributs personnels, mais en fonction de notre appartenance sociale. Ce processus fait en sorte que les gens se conforment aux normes du groupe et transforment des comportements individuels en comportements collectifs.
Finalement, il existe un antagonisme fonctionnel qui fait en sorte que la saillance d’un niveau de catégorisation bloque automatiquement l’apparition d’un autre niveau de comparaison.

## Applications de la théorie
Au fil des années, la théorie de l’identité sociale est devenue un des cadres de références majeurs pour expliquer les comportements intergroupes. Les concepts mis évidence par Tajfel et Turner ont ainsi été intégrés dans de nouveaux modèles et théories afin d’expliquer par exemple des comportements de foule tels que les émeutes et le hooliganisme. Parmi ces nouveaux modèles et théories on trouve la Théorie de l'action collective (SIMCA) de Van Zomeren et collaborateurs SIMCA, et le Social identity model of deindividuation effects (SIDE) de Reicher, Postmes et Spears (sur wikipedia anglais).
Au-delà des comportements de groupes conflictuels, la théorie de l’identité sociale offre également une grille d’analyse du développement de la solidarité au sein d’une catégorie sociale composée de sous-groupes hétérogènes.

### Le modèle de l’identité sociale
Le modèle de l’identité sociale (Social Identity Model-SIM) a été développé par Reicher (Bibliographie de Reicher sur wikipedia anglais). L’objectif de l’auteur était d’appliquer les processus de la théorie de l’identité sociale et de la théorie de l’auto-catégorisation aux comportements de foule, afin de créer un nouveau modèle explicatif de ces comportements.
La notion centrale du modèle de l’identité sociale est la transformation du soi via la participation à une action collective. Elle suppose que, dans la foule, l’identité personnelle de l’individu devient moins saillante. Ainsi, les gens agissent moins en fonction de leur identité personnelle qu’en fonction de l’identité sociale associée à la catégorie sociale à laquelle ils appartiennent, cette catégorie étant rendue pertinente par le contexte social.
Pour Gustave Le Bon, les individus perdent toute conscience de leur soi dans la foule. Submergés par la masse, ils perdent toute capacité de contrôle de leurs comportements, mais gagnent un sentiment de pouvoir, d’invincibilité.Reicher nuance cette idée. Selon lui, l’individu dans la foule ne perd pas le contrôle de son comportement, mais ce dernier est désormais déterminé plus par les valeurs constituant l’identité sociale de son groupe.
Toutefois, le contexte collectif n’a pas qu’une implication cognitive, mais également une influence comportementale : il influence l’expression de l’identité sociale. Ainsi, le fait d’être anonymes aux yeux des autres groupes permet aux membres de la foule d’échapper à leur sanction. Parallèlement, le fait d’être visible pour les membres de l’endogroupe permet une coordination entre les membres. En conséquence, les membres de la foule ont la possibilité d’agir selon leurs valeurs collectives (/de mettre en actes leurs valeurs collectives) même face à une opposition de l’exogroupe. En ce sens, le comportement de la foule n’est pas incontrôlé ; c’est précisément dans la foule que les gens peuvent exprimer pleinement leur identité sociale.
Reicher a ensuite développé son modèle dans le but de rendre compte des changements se produisant dans le cours des actions de la foule. Le point de départ du modèle élaboré de l’identité sociale (Elaborated Social Identity Model- ESIM) est l’assimilation des événements de foule à des rencontres intergroupes typiques. Dès lors, la position de chacune des parties doit être comprise en référence à la dynamique en cours entre les groupes. Dans ce contexte, la question du pouvoir (déjà évoquée par Le Bon) a fait l’objet de nombreuses études.
Il a ainsi été montré que le pouvoir de l’exogroupe tend à créer le contexte au sein duquel les membres des groupes se définissent eux-mêmes. Précisément, le fait que l’exogroupe soit perçu comme agissant envers les individus de la foule (l’endogroupe) comme s’ils étaient tous semblables conduit ces derniers à se définir eux-mêmes en une catégorie inclusive.
Plus encore, le fait que les actions de l’exogroupe soient perçues comme illégitimes crée les conditions nécessaires à ce que l’endogroupe, la catégorie inclusive, autorise et valide la résistance de ses membres face aux actions de l’exogroupe.
Les actions de l’exogroupe ne déterminent donc pas seulement la tendance de l’endogroupe à résister, mais également la manière d’exercer cette résistance.
Ainsi, la formation d’une seule catégorie inclusive face aux actions de l’exogroupe, combinée aux sentiments de consensus et à l’attente d’un soutien de la part de tous les membres de la catégorie augmente le pouvoir de l’endogroupe à s’opposer à l’exogroupe. Le modèle élaboré de l’identité sociale envisage donc la foule comme un groupe inclusif et puissant, et non plus comme une collection d’individus relativement impuissants devant les actions de l’exogroupe.
Le modèle élaboré de l’identité sociale a été utilisé pour étudier des phénomènes de foules conflictuels tels que les émeutes et le hooliganisme.

### Les émeutes
Afin de tester la validité du modèle de l’identité sociale dans une situation réelle, Drury et Reicher se sont intéressés à une des manifestations contre la mise en place de la "Poll Tax" qui s’est déroulée lors du conseil municipal d’Exeter City en mars 1990. (La Poll Tax, impôt local forfaitaire par tête sans distinction de revenu ou de capital, fut instaurée au Royaume-Uni par le gouvernement de Margaret Thatcher en 1989. Entré en vigueur en 1990, il fut jugé très inégalitaire par les couches les plus modestes de la population. Les émeutes qui en résultèrent furent l'une des causes de la chute de Margaret Thatcher. Voir Poll Tax Riots sur wikipedia anglais).
Leur but était d’examiner
- dans quelle mesure l’action collective peut effectivement générer un gain de pouvoir des individus dans la foule,
- l’impact du contexte intergroupe sur la modification des auto-catégorisations des individus et sur le pouvoir, et
- dans quelle mesure le pouvoir dans la foule permettait aux individus d’exprimer, via leurs actions, leur identité sociale partagée.

Ils ont pour cela analysé les documents relatant la manifestation, ainsi que les témoignages des manifestants et des policiers présents.
Leurs résultats concordent avec les présupposés du modèle élaboré de l’identité sociale.
Tout d’abord, de nombreux manifestants rapportent s’être senti plus confiants à mesure que le nombre de partisans à leur discours augmentait. Les comportements vindicatifs et les encouragements verbaux des autres participants les ont encouragés à adopter eux-mêmes un comportement de résistance (pousser, crier).
Le gain de pouvoir et de confiance des individus dans la foule apparaît donc bien comme un produit de l’action collective tout autant qu’une condition nécessaire à cette action.
Ensuite, le fait que la police intervienne et tente d’exclure des participants a engendré un sentiment d’injustice commun parmi les différents sous-groupes présents. Ce sentiment a conduit à l’émergence d’un but commun de résistance, et à une action de résistance commune (pousser, frapper, défendre les autres manifestants). L’action de l’exogroupe (la police) envers les participants les a donc conduit à se percevoir comme une seule catégorie plutôt que différents sous-groupes (défense les uns des autres). Par ailleurs, le fait que cette action soit perçue comme illégitime a créé les conditions nécessaires à la résistance des participants.
Enfin, les manifestants rapportent s’être sentis de plus en plus puissants à mesure que l’événement se déroulait, et plus aptes à adopter des comportements qu’ils n’auraient pas adopté autrement. Le contexte de foule et les actions de l’exogroupe (la police) ont donc modifié les normes de comportement : des actions violentes sont perçues comme légitimes pour défendre l’endogroupe opprimé par l’exogroupe. Les auteurs en concluent que, comme le suppose le modèle élaboré de l’identité sociale, les individus ne perdent pas le contrôle de leur comportement dans la foule, mais agissent d’une manière conforme à leur identité sociale, pour défendre celle-ci face à l’exogroupe.

### Le Hooliganisme
Utilisant le même modèle, Stott, Hutchinson et Drury se sont intéressés aux incidents survenus lors de la coupe du monde en France en 1998. Durant la période précédant le match de l’Angleterre face à la Tunisie, plusieurs conflits collectifs majeurs ont été dénombrés, impliquant pour une large part des supporters anglais (Video). Leurs attaques étaient en général dirigées envers les supporters de l’équipe tunisienne, parfois vers la police ou la propriété privée. Les supporters écossais, en revanche, ont été salués par la presse et les politiciens pour leur bon comportement lors des matchs.
L’explication de ces incidents s’est alors concentrée sur la présence d’une norme conflictuelle entretenue par les hooligans anglais. Les écossais entretenaient en revanche une norme de non-violence, due à l’absence de hooligans parmi les supporters. Analysant les comptes rendus des incidents et des interviews de supporters anglais et écossais, les auteurs proposent de dépasser le cadre de la présence ou absence de hooligans, et d’examiner les processus menant un supporter pacifique à s’engager ou non dans un conflit violent.
Conformément au modèle de l’identité sociale, leurs analyses mettent l’accent sur le contexte intergroupe comme facteur explicatif. Ils montrent ainsi que le fait que les actions de l’exogroupe soient perçues comme illégitimes aux yeux de l’endogroupe conduit ce dernier à redéfinir son identité de telle sorte que des actions violentes soient perçues comme appropriées et légitimes. Ainsi, les supporters anglais percevaient les supporters de l’équipe de Tunisie comme des auteurs d’attaques violentes, injustifiées et fréquentes envers eux-mêmes. Dès lors, l’action violente leur apparaît comme légitime pour protéger leurs membres de l’hostilité de membres de l’exogroupe.
À l’inverse, lorsque le contexte intergroupe n’est pas hostile, les membres de l’endogroupe définissent leur identité d’une manière qui explicite le contraste entre eux et les hooligans. Les supporters écossais ne percevaient ainsi aucune hostilité de la part des supporters de la Tunisie, et jugeaient les comportements des anglais comme indignes de leur nation commune, la Grande-Bretagne. En se comportant de manière pacifique, ils se définissent d’une manière qui les distingue positivement d’un groupe qui appartient à la même nation qu’eux (le Royaume-Uni) mais qu’ils jugent indignes de sa valeur.